# Estadio Al-Seeb
El Estadio Al-Seeb es un estadio multiusos ubicado en la ciudad de Al-Seeb en las afueras de la capital Mascate en Omán, se usa principalmente para la práctica del fútbol y posee una capacidad para 14 000 espectadores. Es el estadio de los clubes de la ciudad, el Al-Seeb Club y Fanja SC que disputan la Liga Profesional de fútbol.
El recinto fue utilizado por la Selección de fútbol de Omán para sus juegos de clasificación para la Copa Mundial de Fútbol de 2014.